# Askgrav
Askgrav är en plats för gravsättning av kvarlämnor i begravninsriten eldbegängelse. Askgrav är ett enklare gravskick än urngrav genom att gravplatsen normalt upptar en mindre yta och att den markeras med en metallplatta eller en mindre sten, som kan vara en natursten. Gravplatsen upplåts med gravrätt där de anhöriga kan smycka med enklare blommor och ljuslykta vid jul.